# Dichanthelium
Dichanthelium là một chi thực vật có hoa trong họ Hòa thảo (Poaceae).

## Loài
Chi Dichanthelium gồm các loài: